# Városlőd
Városlőd (tyska: Waschludt) är en ort (by) i provinsen Veszprém i västra Ungern. Orten har 1 223 invånare (2024), på en yta av 22,27 km². Den ligger cirka 8,5 kilometer nordost om Ajka.